# Первомайское (Путивльский район)
Первомайское (укр. Первомайське) — село,
Юрьевский сельский совет,
Путивльский район,
Сумская область,
Украина.
Код КОАТУУ — 5923888204. Население по данным 1988 года составляло 10 человек.
Посёлок ликвидирован в 2007 году .

## Географическое положение
Посёлок Первомайское находится в урочище Ровенское, на расстоянии в 2,5 км от села Юрьево.
Вокруг посёлка много ирригационных каналов.

## История
- 2007 — посёлок ликвидирован [1].

## Происхождение названия
Посёлок был назван в честь праздника весны и труда Первомая, отмечаемого в различных странах 1 мая; в СССР он назывался Международным днём солидарности трудящихся.
На территории Украинской ССР имелись 50 населённых населённых пунктов с названием Першотравневое и 27 — с названием Первомайское.